# オドルヘユ・セクイエスク
オドルヘユ・セクイエスク（ルーマニア語: Odorheiu Secuiesc）は、ルーマニアのトランシルヴァニアにある都市。ハルギタ県第二の都である。ハンガリー名はセーケイウドヴァルヘイ (Székelyudvarhely)、ドイツ名はオドルヘレン (Odorhellen) だが、省略形としてルーマニア名ではオドルヘイ (Odorhei)、ハンガリー名ではウドヴァルヘイ (Udvarhely) が広く通用する。なお、ハンガリー名の「ウドヴァルヘイ」とは「裁判所の土地」という意味である。

## 人口動静
総人口3万6948人のうち、95.7%にあたる3万5359人がハンガリー人で、この割合は国内の都市のなかで二番目に高い。残りは2.91%がルーマニア人で、1.16%がロマである。
国勢調査ごとの総人口の推移:
人口の約半数にあたる50.05%がローマ・カトリックを信仰している。残り半数はハンガリー改革派教会 (30.14%)、トランシルヴァニア・ユニテリアン教会 (14.71%)、ルーマニア正教会 (2.54%) などに分かれる。

## 歴史
町はハンガリー王国時代からウドヴェルヘリ県の県庁所在地として、セーケイ地方の中心であった。1334年の教皇文書に「Oduorhelのsacerdos」というハンガリー人が登場するのが地名の初出である。1613年に時のトランシルヴァニア公ベトレン・ガーボルが町の領有権を主張したが、時を同じくしてセーケイウドヴァルヘイ (Székelyudvarhely) に改称された。
1357年にセーケリ地方で初めて議会が置かれ、1451年には砦も築かれた。砦はヤーノシュ・ジグモンドが1565年に増築したが、1599年にワラキアのミハイ勇敢公がハプスブルク家と組んで破壊した。その後再建されたが、それもまた破壊された。城址はいま「セーケイの襲撃を受けた要塞」として知られている。
1920年のトリアノン条約でルーマニア領となり、戦間期はオドルヘイ県に属した。1940年の第二次ウィーン裁定でトランシルヴァニア北部の見做されハンガリー領となったが、ソ連進駐後の1944年にルーマニアの行政区画に組み入れられ、1947年に正式に復帰した。1952年から1960年まではハンガリー人自治区、1960年から1968年まではムレシュ＝ハンガリー人自治区に区分された。1968年の自治区廃止にともない、現在までハルギタ県となっている。
2005年8月には大洪水が一帯を襲った。

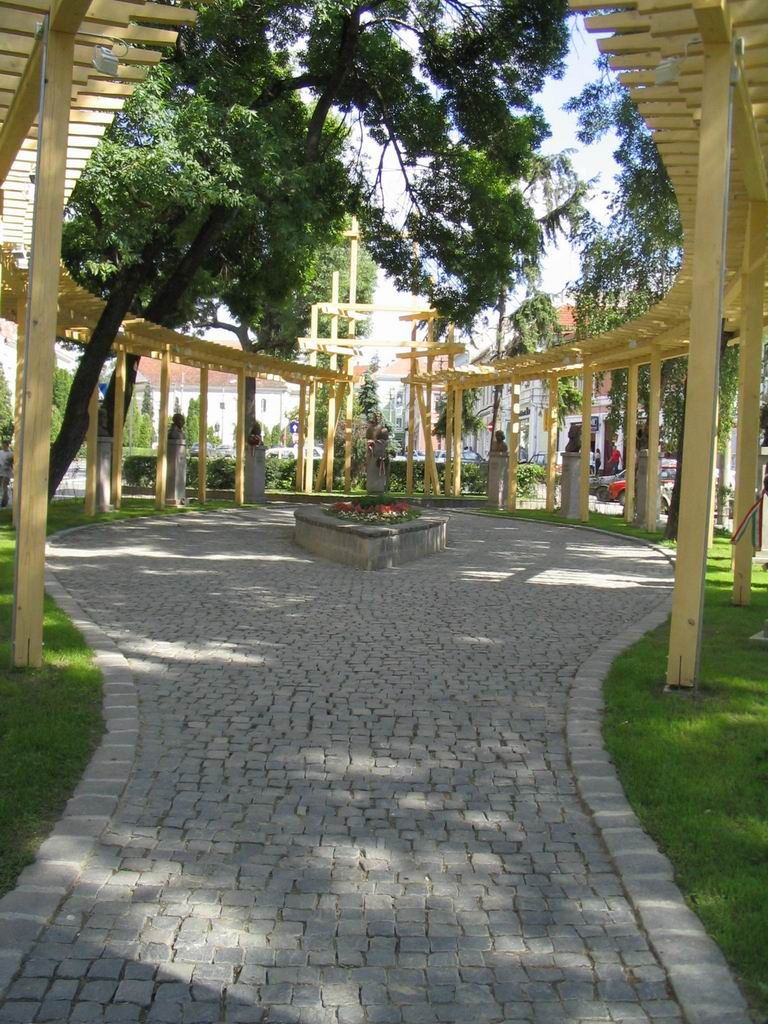
偉人像のある公園

2004年5月22日には市内の公園にセーケリ地方の歴史上の偉人像がお目見えしたが、そのなかに第二次世界大戦後の軍事裁判にかけられたワシュ・アルベルトの像があったため物議をかもした。

## 出身有名人
- セーケイ・モーゼシュ（1553年 - 1603年） トランシルヴァニア公
- ラカトシュ・イシュトヴァーン（1620年ごろ - 没年不詳） 歴史家
- エトヴェシュ・ペーテル（1944年 - ） 作曲家・指揮者
- ライク・ラースロー（1909年 - 1949年） 共産党の政治家。ラーコシ・マーチャーシュの見せしめ裁判の犠牲者
- トムチャ・シャーンドル（1897年 - 1963年） 詩人
- チャナーディ・ジェルジ（1895年 - 1942年） セーケイ賛歌の作詞家
- チキ・アンドラーシュ（1930年 - ） 俳優
- ツォルタン・フェヤー＝コネルト（1978年 - ） 卓球選手

## 姉妹都市
- ベーケーシュチャバ（ハンガリー、1990年1月15日）
- バルチ（ハンガリー、1991年1月23日）
- スボティツァ（セルビア、1994年10月5日）
- ヴァールケルレト（ハンガリー、1995年7月26日、ブダペストの一地区）
- ヘジヴィデーク（ハンガリー、ブダペストの位置地区）
- ヴァーチ（ハンガリー、1997年4月24日）
- ドゥナイスカー・ストレダ（スロバキア、1997年9月24日）
- ショロクシャール（ハンガリー、1997年9月24日、ブダペストの一地区）
- タタバーニャ（ハンガリー、1999年9月30日）
- テレクバーリント（ハンガリー、2000年3月28日）
- ティハニ（ハンガリー、2000年3月28日）
- ツェグレード（ハンガリー、2001年6月1日）
- ハイドゥードログ（ハンガリー）